# Paisagens e monumentos (selos)
Paisagens e monumentos é a emissão base portuguesa que veio substituir a emissão do Cavaleiro Medieval que tinha sido posta a circular em 1953.
Impressão dos selos foi feita pela Casa da Moeda em folhas de 100 selos ou 50 selos para as taxas de 10$00, 20$00, 50$00 e 100$00. Com excepção das emissões referentes aos anos de 1978 a 1981, o verso dos selos tem uma impressão de segurança, em contínuo, com as letras CTT e o ano da respectiva edição.

## Taxas
| 1972 a 1981 - 1.º grupo de valores - Selo Paisagens e Monumentos - 1$00 - Selo Paisagens e Monumentos - 1$50 - Selo Paisagens e Monumentos - 50$00 - Selo Paisagens e Monumentos - 100$00 1972 a 1978 - 2.º grupo de valores - Selo Paisagens e Monumentos - $50 - Selo Paisagens e Monumentos - 3$00 - Selo Paisagens e Monumentos - 10$00 - Selo Paisagens e Monumentos - 20$00 1973 a 1978 - 3.º grupo de valores - Selo Paisagens e Monumentos - $05 - Selo Paisagens e Monumentos - 2$50 - Selo Paisagens e Monumentos - 3$50 - Selo Paisagens e Monumentos - 8$00 1974 a 1978 - 4.º grupo de valores - Selo Paisagens e Monumentos - $10 - Selo Paisagens e Monumentos - $30 - Selo Paisagens e Monumentos - 2$00 - Selo Paisagens e Monumentos - 4$00 - Selo Paisagens e Monumentos - 4$50 - Selo Paisagens e Monumentos - 5$00 - Selo Paisagens e Monumentos - 6$00 - Selo Paisagens e Monumentos - 7$50 1974 a 1978 - com tarja fosforescente - Selo Paisagens e Monumentos - $50 - Selo Paisagens e Monumentos - 2$00 - Selo Paisagens e Monumentos - 3$00 - Selo Paisagens e Monumentos - 8$00 | Foram emitidos selos com taxas (F designa que o selo foi emitido com uma banda fosforescente): \| Valor \| Motivo \| Datas \| \| ------ \| ------------------------------------ \| ----- \| \| $05 \| Aqueduto das Águas Livres \| \| \| $10 \| Ponte sobre o Rio Lima \| \| \| $30 \| Mosteiro de Alcobaça \| \| \| $50 \| Universidade de Coimbra \| \| \| 1$00 \| Torre dos Clérigos \| \| \| 1$50 \| Torre de Belém \| \| \| 2$00 \| Domus Municipalis de Bragança \| \| \| 2$50 \| Castelo de Santa Maria da Feira \| \| \| 3$00 \| Guimarães \| \| \| 3$50 \| Janela do Convento de Cristo - Tomar \| \| \| 4$00 \| Arco da Porta Nova - Braga \| \| \| 4$50 \| Dolmen de Carrazeda \| \| \| 5$00 \| Templo Romano - Évora \| \| \| 6$00 \| Leça do Balio \| \| \| 7$50 \| Castelo de Almourol \| \| \| 8$00 \| Palácio Ducal - Guimarães \| \| \| 10$00 \| Cabo Girão - Madeira \| \| \| 20$00 \| Jardim do Paço - Castelo Branco \| \| \| 50$00 \| Palácio da Pena \| \| \| 100$00 \| Lagoa das Sete Cidades \| \| |       |
| Valor | Motivo | Datas |
| $05 | Aqueduto das Águas Livres |       |
| $10 | Ponte sobre o Rio Lima |       |
| $30 | Mosteiro de Alcobaça |       |
| $50 | Universidade de Coimbra |       |
| 1$00 | Torre dos Clérigos |       |
| 1$50 | Torre de Belém |       |
| 2$00 | Domus Municipalis de Bragança |       |
| 2$50 | Castelo de Santa Maria da Feira |       |
| 3$00 | Guimarães |       |
| 3$50 | Janela do Convento de Cristo - Tomar |       |
| 4$00 | Arco da Porta Nova - Braga |       |
| 4$50 | Dolmen de Carrazeda |       |
| 5$00 | Templo Romano - Évora |       |
| 6$00 | Leça do Balio |       |
| 7$50 | Castelo de Almourol |       |
| 8$00 | Palácio Ducal - Guimarães |       |
| 10$00 | Cabo Girão - Madeira |       |
| 20$00 | Jardim do Paço - Castelo Branco |       |
| 50$00 | Palácio da Pena |       |
| 100$00 | Lagoa das Sete Cidades |       |